# Jan Luyken

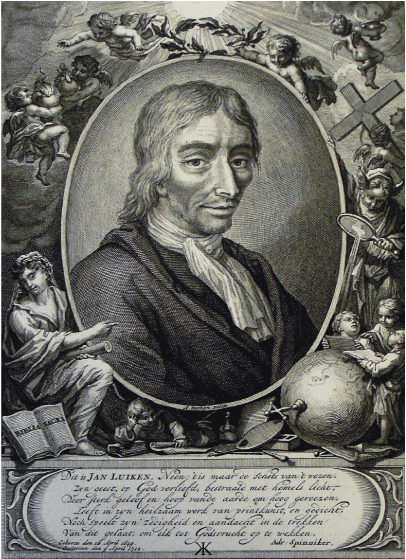
Jan Luyken, Porträt von A. Bronen in der Bowyer-Bibel im Bolton Museum, England

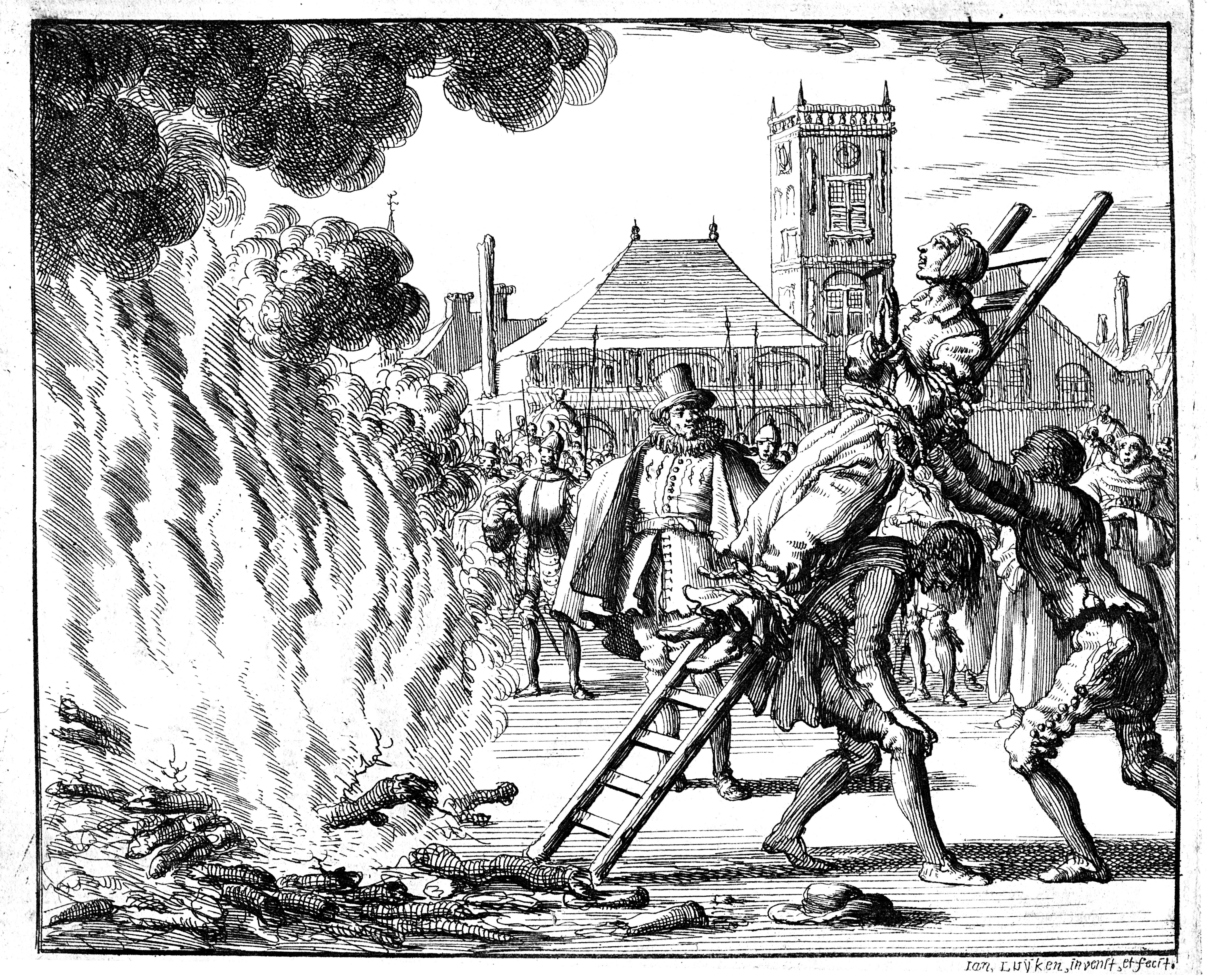
Illustration von Jan Luyken aus dem Märtyrerspiegel: Am 10. November 1571 wird die friesische Mennonitin Anneken Hendriks in Amsterdam auf dem Scheiterhaufen verbrannt.

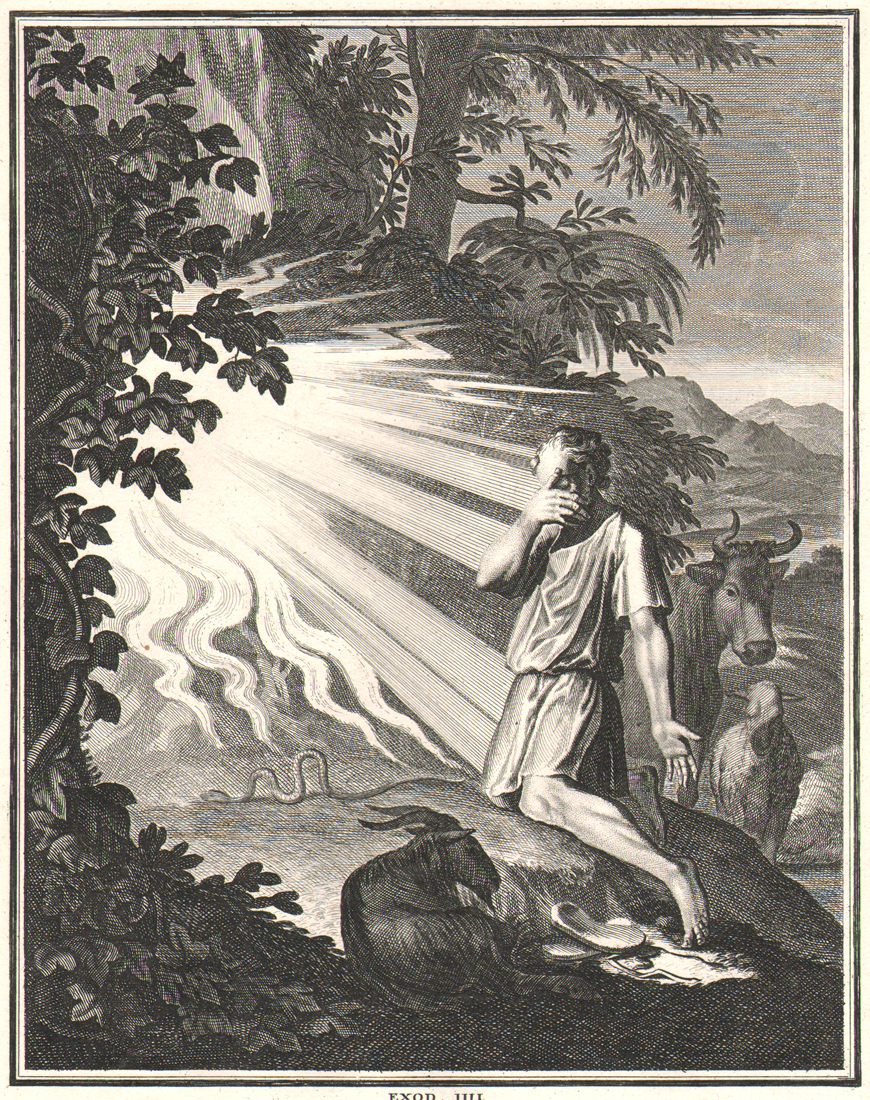
Mose vor dem brennenden Dornbusch. Radierung von 1697

Jan Luyken, ursprünglich Johannes; ab 1698 nennt er sich Jan – auch Joannes, Joan oder Jean Luyken sowie P.I.L.B.C. und Yan Raiken (* 16. April 1649 in Amsterdam; † 5. April 1712 ebenda) war ein niederländischer Dichter, Grafiker und Illustrator.

## Leben
Jan Luyken wurde als fünftes Kind des Ehepaares Caspar Luyken der Ältere und Hester Coores geboren. Sein Vater, ein deutscher Einwanderer aus Essen, war Lehrer an einer Mennonitenschule.
Mit 18 Jahren begab sich Jan Luyken in die Lehre des Malers Martin Saeghmolen. Doch nach dessen Tod im Jahr 1669 wandte er sich mit Hilfe des Kupferstechers Coenraet Decker der Kunst des Kupferstichs und der Radierung zu, worin er sich schon zu Lebzeiten einen Namen machte. Er debütierte mit vier Drucken, die separat veröffentlicht wurden. 1678 erschien dann das erste Buch, Schat der Zielen (Schatz der Seelen) mit Stichen von Jan Luyken. Auch die vielen folgenden Werke dienten vor allem der Illustration von Büchern. Luyken arbeitete für zahlreiche Verlage in und außerhalb von Amsterdam. Heute werden über 3.000 Kupferstiche von ihm gezählt, einen Teil findet man in niederländischen Museen. Bekannt sind vor allem seine Arbeiten für die 1685 herausgebrachte zweite Auflage des Märtyrerspiegels, einer Geschichte der christlichen Märtyrer von den Aposteln bis zu den Christen des 16. Jahrhunderts, sowie für das Ständebuch des Nürnberger Kupferstechers und Verlegers Christoph Weigel von 1698, in das auch viele Stiche aus dem von Jan Luyken 1694 zusammen mit seinem Sohn Kaspar veröffentlichten Buch Spiegel van het menselyk bedryf eingingen.
Jan Luyken betätigte sich auch literarisch. Sein erstes Werk mit dem Titel Duitse Lier (Deutsche Leier) erschien 1671. Es enthält amouröse Gedichte, mit denen er seine Geliebte Maria de Oudens besang. Im Jahr 1672 heirateten die beiden.
In Hinwendung zur Religion ließ sich Luyken 1673 in der stark von Galenus Abraham de Haen geprägten Amsterdamer Gemeinde der Lammisten taufen. Kurze Zeit später trat er der mennonitischen Gemeinde in Beverwijk bei. Mehr und mehr interessiert an der christlichen Mystik, schloss er sich einem Kreis von Gichtelianern an. Das war eine Gruppe von Männern und Frauen um den wegen seiner Kirchenkritik 1665 aus Regensburg ausgewiesenen Johann Georg Gichtel, der sich intensiv mit den Schriften des deutschen Mystikers Jakob Böhme auseinandersetzte. Gichtel hatte schließlich in Amsterdam Zuflucht gefunden. Prominentes Mitglied seines Kreises war der niederländische Diplomat Coenraad van Beuningen.
Ab 1678 veröffentlichte Luyken eine Reihe vom Pantheismus beeinflusster mystischer Schriften, zumeist in Versform. Viele seiner Gedichte fanden Eingang in das Gesangbuch der niederländischen Mennoniten, das Doopsgezinde Bundel. All diese Werke versah der Autor mit eigenen sinnbildlichen Illustrationen.
Jan Luyken und Maria de Oudens hatten zusammen fünf Kinder, von denen jedoch vier schon früh starben. Nur das erstgeborene, ihr Sohn Caspar, überlebte. Dieser wurde ebenfalls Kupferstecher und arbeitete vereinzelt mit seinem Vater zusammen; insgesamt sind 36 gemeinsame Stiche bekannt.

## Literarische Werke
- Duytse lier. 1671.
- Jezus en de ziel. 1678 (archive.org).
- Voncken der liefde Jesu. 1687 (archive.org).
- Goddelyke liefdevlammen. 1691.
- Spiegel van het menselyk bedryf. 1694 (zusammen mit Caspar Lyken).
- Beschouwing der wereld 1708 (openlibrary.org)
- Lof en oordeel van de werken der barmhartigheid. 1695.
- De zedelyke en stichtelyke gezangen. 1709 (archive.org).
- De onwaardige wereld. 1710 (openlibrary.org).
- De bykorf des gemoeds 1711 (openlibrary.org).
- Het leerzaam huisraad 1711 (openlibrary.org).

Posthum erschienen:
- Des menschen begin, midden en einde. 1712.
- Schriftuurlyke geschiedenissen. 1712.
- Geestelyke brieven. 1714.
- Verzaameling van eenige geestelyke brieven. 1741.
- Het overvloeyend herte. 1767.